# La Cepeda (León)

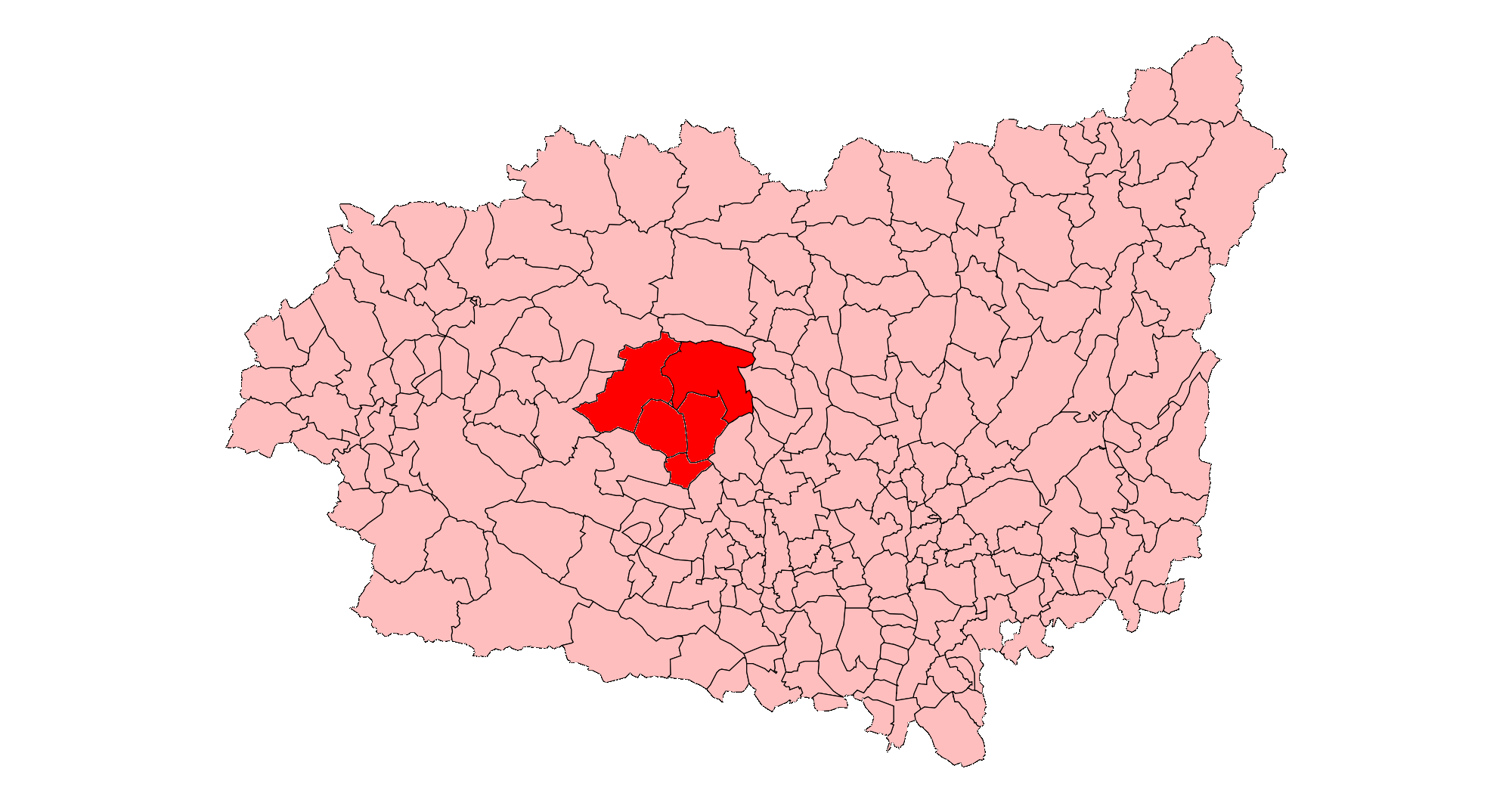
Localización de la región de La Cepeda en la provincia de León.

La Cepeda es una pequeña comarca del noroeste de España situada en el corazón de la provincia de León, entre La Maragatería, El Bierzo, Omaña y la Ribera del Órbigo. Se trata de una comarca histórica sin reconocimiento administrativo y comprende cinco municipios: Quintana del Castillo, Magaz de Cepeda, Villagatón, Villamejil y Villaobispo de Otero.

## Extensión
La Cepeda tiene una extensión de 506,4 km².

## Población
Se compone de 44 pequeños núcleos, casi todos situados cerca de algún río, destacando el Tuerto y el Porcos. Muchos de estos núcleos son de origen romano, como testimonian los diferentes castros que se encuentran en sus entornos.[cita requerida]

## Municipios
- Magaz de Cepeda
- Quintana del Castillo

- Villagatón
- Villamejil
- Villaobispo de Otero

Los municipios de Quintana del Castillo y Villagatón forman La Cepeda Alta, mientras que Magaz de Cepeda, Villamejil y Villaobispo de Otero forman La Cepeda Baja.

## Clima
Es de tipo continental, con inviernos muy fríos y veranos cálidos. La temperatura media anual se sitúa alrededor de los 10 °C, la media del mes más frío está entre 2° y 4°, llegando a mínimas de hasta -10 °C, y la media del mes más cálido se sitúa entre 18 °C y 20 °C alcanzando máximas de 35 °C.
La duración del periodo frío comprende de 7 a 9 meses, entendiendo como mes frío aquel en el que la temperatura media es menor de 7 °C.
El periodo de heladas se extiende desde octubre a mayo.

## Geología
La parte noroccidental está constituida por pizarras, mientras que la parte nororiental y el suroccidental son terrenos de cuarcitas.
En general el sustrato geológico está formado por terrenos pobres. Solo los suelos aluviales de las estrechas vegas de los ríos y arroyos son de buena calidad con abundante materia orgánica, buena textura y escaso terreno pedregoso. 

## Vegetación
La vegetación de esta comarca se compone por el roble y en menor medida la encina (Quercus ilex). En las vegas abundan el chopo, el aliso (Alnus glutinosa), el negrillo, sauces y paleras. En los montes predomina el brezo, la quiruega, las escobas (Adenocarpus), el tojo (Ulex europaeus), el piorno (Genista), la carqueixa (Genista tridentata), el codejo (Halimium), la zarza (Rubus idaeus).

## Construcciones
Son pequeñas casas agrupadas alrededor de la iglesia y cerca del cementerio. Las casas tenían una puerta grande que permitía el paso de carruajes hacia el portal. Muchas de ellas tenían dos plantas, a la planta de arriba se accedía por una escalera que estaba en el corral a través del corredor, donde estaban las habitaciones. Desde el corral también se accedía a las cuadras, cochineras, pajar y demás dependencias del agricultor. 